# Christoph Sowada
Christoph Winfried Sowada (* 17. Juni 1956 in Berlin) ist ein deutscher Jurist und Hochschullehrer an der Universität Greifswald.

## Leben
Sowada begann 1975 ein Studium der Rechtswissenschaften an der Freien Universität Berlin, das er 1981 eben dort mit dem Ersten Juristischen Staatsexamen abschloss. Danach arbeitete er als wissenschaftlicher Mitarbeiter am Lehrstuhl für Strafrecht und Strafverfahrensrecht von Klaus Geppert in Berlin. Sein Zweites Staatsexamen legte er nach seinem Referendariat 1984 ebenfalls in Berlin ab. 1988 beendete Sowada seine Tätigkeit bei Geppert, um als Rechtsanwalt zu arbeiten. Dies tat er drei Jahre lang, beendete die Tätigkeit aber bereits 1991 wieder, um seine Promotion abzuschließen. Nach dem Erwerb des Doktorgrades 1991 arbeitete er bis 1997 als wissenschaftlicher Assistent an der Freien Universität Berlin. Hiernach widmete er sich voll seiner Habilitation, wofür er ein Forschungsstipendium der Deutschen Forschungsgemeinschaft erhalten hatte. Im Jahre 2000 schloss er seine Habilitation erfolgreich ab und erhielt die venia legendi für die Fächer Strafrecht, Strafprozessrecht und Strafrechtsgeschichte.
In der Folge vertrat er zunächst einen Lehrstuhl an der Universität Bochum. Ab 2001 hatte er den Lehrstuhl für Strafrecht und Strafprozessrecht an der Universität Rostock inne. Seit 2009 ist er jedoch an die Universität Greifswald abgeordnet, wo er seitdem lehrt und forscht.
Die Forschungsschwerpunkte von Sowada liegen insbesondere im materiellen Strafrecht, im Gerichtsverfassungs- und Strafprozessrecht sowie im Medizinstrafrecht.

## Werke (Auswahl)
- Die „notwendige Teilnahme“ als funktionales Privilegierungsmodell im Strafrecht. Duncker & Humblot, Berlin 1992, ISBN 978-3-428-07361-0. (Dissertation)
- Der gesetzliche Richter im Strafverfahren. De Gruyter, Berlin 2002, ISBN 978-3-11-090595-3. (Habilitation)